# AMMAD
 (juillet 2023).
AMMAD (Anti-Magnetic Mine Actuating Device) est un système anti-mine fabriqué par Israel Aerospace Industries qui neutralise les mines terrestres à fusion magnétique avant qu'un véhicule ne passe au-dessus de la menace. Il fonctionne en générant un champ magnétique qui précède le véhicule à une distance de sécurité (5 pieds à 16 pieds devant le véhicule),.